# Adrià Puntí
Josep Puntí i Fàbregas, conocido artísticamente como Adrià Puntí (Salt, 13 de junio de 1963), es un músico y cantante.

## Biografía
Adriá Puntí comenzó su carrera en 1980 con el grupo La Felation On The Rocks y consiguiendo en 1983 el premio en un concurso de "Cançó" en Bañolas.
Se da a conocer a partir de 1989 como cantante solista y cerebro del grupo Umpah-pah. Los dos primeros álbumes del grupo (Raons de pes -1991- y Bamboo Avenue -1992-) donde destacan canciones como "La cachimba" o "Carta a Donosti","Bebent passant" con textos inhabitualmente largos y complejos.
En 1994 el grupo saca al mercado simultáneamente dos discos: uno en español (Triquiñuelas al óleo) y otro en catalán (Bordell). 
Pero no obtienen los resultados comerciales esperados, lo cual acelera la crisis en el seno del grupo. Después de otro disco en español (La columna de Simeón, 1996) el grupo se disuelve. 
Es entonces cuando Adrià Puntí se une a Picap y el año 1997 publica su primer disco en solitario: Pepalallarga i... (la Conxita de l'aiguardent) con once temas propios. Es un disco visceral mucho más duro que sus anteriores composiciones con Umpah-pah. Incluye clásicos como "Ull per ull", "Solitud", "Cor agre". El CD es bien acogido por prensa y público, pero la sombra de Umpah-pah sigue persiguiéndole.
En 1999 aparece su segundo CD, L'hora del pati, un disco lleno de referencias al mundo infantil. Este disco le consagra como gran músico en solitario y contiene grandes canciones como "Coral·lí", "Setze jutges","Udol", "Sota una col","No em toquis la pampa"...
En 2003 sale en el mercado su último disco, "Maria", un homenaje a su madre. El disco es considerado su mejor trabajo hasta la fecha, y recibe el Premio Porret. Publicaciones como Rockdelux (12 mejor disco nacional del 2002) o Enderrock (13 mejor disco catalán de la historia) lo califican de excelente. En él aparecen canciones como "Maria", "Longui n.13", "Tomb", "De muda en muda"...
Cabe destacar su relación con dos grandes músicos del panorama musical: Bunbury versionó el clásico de Umpah-pah "Sí" y ha colaborado con él en actuaciones y en canciones, como "Maria". Quimi Portet ha sido coproductor de sus tres discos en solitario, y Puntí versionó su "Flors i violes" en el disco "Maria".
Como actor interpretó el papel de Tronera en la primera temporada de la serie Laberint d'ombres de Televisión de Cataluña (1998).
En el 2007 participa en Rock & Cat, una película documental dirigida por Jordi Roigé y coproducida por TV3, que se filma en el Liceu. Adrià Puntí interpreta una versión inolvidable y conmovedora de "Ull per ull", el solo en el piano.
En el 2009 publica un disco tributo a Umpah Pah. En el disco aparecen 17 versiones de sus canciones interpretadas por artistas españoles.
Después de una larga ausencia de los escenarios, en 2010 vuelve con la gira "Viatge d'un savi vilatrista" con la que recorre toda la geografía catalana. Interpreta en solitario las canciones que lo acompañaron durante toda su carrera.
Comienza a trabajar en uno de los proyectos más ambicioso de su carrera: la película que se titulará “Viatge d’un savi vilatrista cap enlloc”.
En el 2012 se estrena el documental "Adrià Puntí" en la 10 edición del In-Edit Beefeater, el Festival Internacional de Documental Musical de Barcelona.
En el 2013 publica el libro "Incompletament Puntí" con poemas, textos, canciones, ilustrado con dibujos propios y también una parte de la obra de su padre: el escultor Narcis Puntí. 
Esa misma Navidad presenta "No es broma", un tema propio e inédito que forma parte de un recopilatorio de nadalas de Música Global, Altres Cançons de Nadal 5.
En el 2014 publica el DVD "Un cor emigrant", actuación en directo en el Auditori de Girona, con un gran èxit de públic i de crítica.
En el 2015 finalmente publica su tan esperado CD "La clau de girar el taller" después de 13 años de silencio discográfico. Junto con el libro "Enclusa i un cop de mall". Ganador del premio al mejor disco del año 2015 por la revista Enderrock.
Actualmente se encuentra de gira presentando ambos trabajos en los escenarios de toda España.

## Discografía
Con Umpah-pah:[3]
```
   Tomahawk (1990) (Maqueta)
   Raons de Pes (1991)
   Bamboo Avenue (1992)
   Bordell (1994)
   Triquiñuelas al óleo (1994)
   La Columna de Simeón (1996)
```

En solitario:
```
   Pepalallarga i... (1997). Picap
   L'hora del pati (1999). Picap
   Maria (2002). Picap
   Un Cor Emigrant (DVD 2013). Autoedición
   Benvinguts al Desastre (EP 2015). Autoedición
   La Clau de Girar El Taller (2015). Satélite K
   Enclusa i un Cop de Mall (2015). Satélite K
```

## Libros
```
   Incompletament Puntí (2013). Autoedición
   Enclusa i un Cop de Mall (2015). Autoedición
```

## Reconocimientos
```
   2003 - Premi Enderrock al Millor disc de pop-rock - per Maria (2002).
   2003 - Premi Altaveu - per Maria (2002).
   2003 - Premi Puig Porret (Mercat de Música Viva de Vic) - per Maria (2002).
   2014 - Fill predilecte de Salt
   2015 - Millor disc de l'any segons la crítica als Premis Enderrock per La clau de girar el taller.[4]
```